# 南海龍太郎
南海龍太郎（日语：南海龍 太郎；1965年2月22日—），西薩摩亞出身的前大相撲力士，高砂部屋出身。他身高188cm、重153kg，最高位置西前頭2枚目。。

## 生涯
他出生在西薩摩亞的首都阿皮亞，本名Kiriful Saba，他於1984年加入高砂部屋並初次比賽，1987年5月他成為繼高見山和小錦八十吉第三位成為幕内等級的非亞洲力士。1988年5月，他升到了他的最高等級前頭。
南海龍太郎是重度飲酒者，在1987年7月醉酒時與酒店職員發生對峙後受到不利的宣傳。他的問題更糟糕的是，他既不會說英語也不會說日語，因此難以讓日本媒體了解自己。1988年（昭和63年）9月因腹痛休場原因是酒醉，並因飲酒問題與師傅朝潮太郎爭執後回國永遠不回來。而他的師傅也在幾星期後死於腦出血。全盤通算成績：145勝94敗16休。